# توم مور (لاعب كرة قدم)
توم مور (بالإنجليزية: Tom Moore)‏ هو لاعب كرة قدم بريطاني في مركز حراسة المرمى، ولد في 25 يوليو 1936 في Trimdon ‏ في المملكة المتحدة. لعب مع دارلينجتون إف سى.